# العلاقات الصينية الهندية
العلاقات الصينية الهندية هي العلاقات الثنائية التي تجمع بين الصين والهند.
تشير العلاقات الصينية الهندية إلى العلاقات الثنائية بين جمهورية الصين الشعبية وجمهورية الهند. كانت هناك بعض النزاعات الحدودية بين البلدين، وذلك على الرغم من العلاقة الودية التي كانت بينهما. بدأت العلاقة الحديثة في عام 1950 عندما كانت الهند من بين الدول الأولى التي أنهت العلاقات الرسمية مع جمهورية الصين (تايوان)، واعترفت بجمهورية الصين الشعبية كحكومة شرعية لبر الصين الرئيسي. تُعد الصين والهند أكبر دولتين من ناحية عدد السكان وأسرع الاقتصادات الكبرى نموًا في العالم. زاد نمو التأثير الدبلوماسي والاقتصادي من أهمية علاقاتهما الثنائية.
تعود العلاقات الثقافية والاقتصادية بين الصين والهند إلى العصور القديمة. لم يكن طريق الحرير طريقًا تجاريًّا رئيسيًّا بين الهند والصين فحسب، بل رجع له الفضل أيضًا في تسهيل انتشار البوذية من الهند إلى شرق آسيا. أدت تجارة الأفيون الصينية المتنامية خلال القرن التاسع عشر مع شركة الهند الشرقية البريطانية إلى اندلاع حربي الأفيون الأولى والثانية. لعبت كل من الهند والصين اللتين تحتلهما بريطانيا خلال الحرب العالمية الثانية دورًا حاسمًا في وقف نمو إمبراطورية اليابان.
تميزت العلاقات بين الصين والهند المعاصرتين بالنزاعات الحدودية، فأدى ذلك إلى ثلاثة نزاعات عسكرية: الحرب الصينية الهندية في عام 1962، وحادثة شولا في عام 1967، والمناوشات الصينية الهندية في عام 1987. اشتبك البلدان في هضبة دوكلام على طول الحدود الصينية البوتانية المتنازع عليها في أوائل عام 2017. نجح البلدان في إعادة بناء العلاقات الدبلوماسية والاقتصادية منذ أواخر ثمانينيات القرن الماضي. أصبحت الصين أكبر شريك تجاري للهند في عام 2008، ووسعت الدولتان علاقاتيهما الاستراتيجية والعسكرية. كان هناك بعض المجالات الأخرى التي كانت موضع اهتمام مشترك بعيدًا عن التجارة والتبادل التجاري، كان البلدان يتعاونان عليها في الآونة الأخيرة. يقول الباحث في السياسة الخارجية الهندية ريجول كريم لاشكار: «يتعاون البلدان في الوقت الحالي على نطاق من التجارة الدولية، وتغير المناخ وإصلاح النظام المالي العالمي، وذلك من بين أمور أخرى، بغية تعزيز المصلحة المشتركة».
يوجد هناك العديد من العقبات التي تعين على الهند وجمهورية الصين الشعبية تجاوزها، وذلك على الرغم من العلاقات الاقتصادية والاستراتيجية المتنامية. تواجه الهند اختلالًا كبيرًا في الميزان التجاري لصالح الصين. فشل البلدان في حل نزاعهما الحدودي، وأفادت وسائل الإعلام الهندية مرارًا بتوغلات عسكرية صينية في الأراضي الهندية. أقام البلدان بشكل ثابت بنية تحتية عسكرية على طول المناطق الحدودية. استمر قلق الهند حيال العلاقات الثنائية الاستراتيجية القوية للصين مع باكستان، وذلك في حين أعربت الصين عن قلقها بشأن الأنشطة العسكرية والاقتصادية الهندية في بحر الصين الجنوبي المتنازع عليه.
أعلنت الصين في يونيو عام 2012 موقفها بأن «العلاقات الصينية الهندية» قد تكون «أهم شراكة ثنائية في القرن». حدد كل من ون جيا باو، رئيس مجلس الدولة الصيني، ومانموهان سينغ، رئيس وزراء الهند، في ذلك الشهر هدفًا لزيادة التجارة الثنائية بين البلدين إلى 100 مليار دولار أمريكي بحلول عام 2015.
بلغت التجارة الثنائية بين الصين والهند 89.6 مليار دولار أمريكي في السنة المالية 2017-2018، وذلك مع اتساع العجز التجاري إلى 62.9 مليار دولار أمريكي لصالح الصين. بلغ حجم التجارة الثنائية بين الهند والصين 84.5 مليار دولار أمريكي في عام 2017. يستثني هذا الرقم التجارة الثنائية بين الهند وهونغ كونغ التي بلغت 34 مليار دولار أمريكي أخرى.
إن 23% من الهنود ينظرون إلى الصين بشكل إيجابي، و47% ينظرون إليها بشكل سلبي، في حين أن 27% من الصينيين ينظرون إلى الهند بشكل إيجابي، و35% ينظرون إليها بشكل سلبي، وذلك وفقًا لاستطلاع أجرته إذاعة بي بي سي العالمية في عام 2014. أظهر مسح أجراه مركز بيو للأبحاث في عام 2014 أن 72% من الهنود كانوا قلقين من أن تؤدي النزاعات الإقليمية بين الصين والدول المجاورة إلى صراع عسكري.
كان رئيس الصين، شي جين بينغ، أحد كبار قادة العالم الذين زاروا نيودلهي بعد تولي ناريندرا مودي رئاسة وزراء الهند في عام 2014. لم يساعد إصرار الهند لاحقًا على إثارة قضية بحر الصين الجنوبي في شتى المحافل متعددة الأطراف للبدء مرة أخرى، أي بالعلاقة التي تواجه الشك من قبل الحكومة الهندية ووسائل الإعلام على حد سواء. ستُقام في عام 2020 سبعين فعالية احتفالية بمناسبة الذكرى السبعين للعلاقات الدبلوماسية بين الهند والصين، وخطط كل منهما للعديد من الأنشطة الأخرى.

## لمحة جغرافية
تُفصل الصين عن الهند عن طريق جبال الهيمالايا. تشترك الصين والهند اليوم في حدود مع نيبال وبوتان كدولتين حاجزتين. إن أجزاء من منطقة كشمير المتنازع عليها التي تطالب بها الهند تطالب بها وتديرها إما باكستان (آزاد كشمير وغلغت وبلتستان) أو جمهورية الصين الشعبية (أكساي تشين). تُظهر حكومة باكستان على خرائطها منطقة أكساي تشين على أن معظمها داخل الصين وتصف الحدود بأنها «حدود غير محددة»، بينما ترى الهند أن أكساي تشين محتلة بشكل غير قانوني من قبل جمهورية الصين الشعبية.
تتنازع الصين والهند أيضًا على معظم أروناجل برديش. اتفق البلدان على احترام خط السيطرة الفعلية.

### التجارة الثنائية
تُعد الصين أكبر شريك تجاري للهند. بلغت الواردات الصينية من الهند 16.4 مليار دولار أو 0.8% من إجمالي وارداتها، و 4.2% من إجمالي صادرات الهند في عام 2014. كانت السلع العشرة الرئيسية التي تصدرها الهند إلى الصين هي:
القطن: 3.2 مليار دولار.
الأحجار الكريمة والمعادن الثمينة والعملات المعدنية: 2.5 مليار دولار.
النحاس: 2.3 مليار دولار.
الخامات، والخبث، والرماد: 1.3 مليار دولار.
المواد الكيميائية العضوية: 1.1 مليار دولار.
الملح، والكبريت، والحجر، والاسمنت: 958.7 مليون دولار.
الآلات، والمحركات، والمضخات: 639.7 مليون دولار.
البلاستيك: 499.7 مليون دولار.
المعدات الإلكترونية: 440 مليون دولار.
الجلود الخام باستثناء الفراء: 432.7 مليون دولار.
بلغت الصادرات الصينية إلى الهند 58.4 مليار دولار أو 2.3% من إجمالي صادراتها، و12.6% من إجمالي واردات الهند في عام 2014. كانت السلع العشرة الرئيسية التي تصدرها الصين إلى الهند هي:
المعدات الإلكترونية: 16 مليار دولار.
الآلات، والمحركات، والمضخات: 9.8 مليار دولار.
المواد الكيميائية العضوية: 6.3 مليار دولار.
الأسمدة: 2.7 مليار دولار.
الحديد والصلب: 2.3 مليار دولار.
البلاستيك: 1.7 مليار دولار.
منتجات الحديد أو الصلب 1.4 مليار دولار.
الأحجار الكريمة، والمعادن الثمينة، والعملات: 1.3 مليار دولار.
السفن والقوارب: 1.3 مليار دولار.
المعدات الطبية والتقنية: 1.2 مليار دولار. 

## مقارنة بين البلدين
هذه مقارنة عامة ومرجعية للدولتين:
| وجه المقارنة                                              | الصين                    | الهند                       |
| --------------------------------------------------------- | ------------------------ | --------------------------- |
| المساحة (كم2)                                             | 9.60 مليون               | 3.29 مليون                  |
| عدد السكان (نسمة)                                         | 1.33 مليار               | 1.35 مليار                  |
| الكثافة السكانية (ن./كم²)                                 | 138.54                   | 410.33                      |
| العاصمة                                                   | بكين                     | نيودلهي                     |
| اللغة الرسمية                                             | اللغة الصينية القياسية   | اللغة الهندية، لغة إنجليزية |
| العملة                                                    | رنمينبي                  | روبية هندية                 |
| الناتج المحلي الإجمالي (بليون دولار)                      | 12.24 تريليون            | 2.60 تريليون                |
| الناتج المحلي الإجمالي (تعادل القوة الشرائية) بليون دولار | 19.82 تريليون            | 8.00 تريليون                |
| الناتج المحلي الإجمالي الاسمي للفرد دولار أمريكي          | 8.03 ألف                 | 1.60 ألف                    |
| الناتج المحلي الإجمالي للفرد دولار أمريكي                 | 13.21 ألف                | 5.70 ألف                    |
| مؤشر التنمية البشرية                                      | 0.728                    | 0.609                       |
| رمز المكالمات الدولي                                      | +86                      | +91                         |
| رمز الإنترنت                                              | .cn، .中国 ‏، .中國 ‏      | .in، .भारत ‏، .بھارت ‏،        |
| المنطقة الزمنية                                           | توقيت الصين، ت ع م+08:00 | ت ع م+05:30، توقيت الهند    |

## مدن متوأمة
في ما يلي قائمة باتفاقيات التوأمة بين مدن صينية وهندية:
- ترتبط تشونغتشينغ مع تشيناي باتفاقية توأمة منذ 1982.

## منظمات دولية مشتركة
يشترك البلدان في عضوية مجموعة من المنظمات الدولية، منها:
| علم المنظمة | اسم المنظمة                        | تاريخ انضمام الصين | تاريخ انضمام الهند |
| ----------- | ---------------------------------- | ------------------ | ------------------ |
|             | مجموعة العشرين                     | ?                  | ?                  |
|             | منظمة التجارة العالمية             | 11 ديسمبر 2001     | 1995               |
|             | الاتحاد البريدي العالمي            | ?                  | ?                  |
|             | منتدى آسيان الإقليمي ‏              | ?                  | ?                  |
|             | يونسكو                             | 4 نوفمبر 1946      | 4 نوفمبر 1946      |
|             | الفريق المعني برصد الأرض           | ?                  | ?                  |
|             | منظمة شانغهاي للتعاون              | 26 أبريل 1996      | ?                  |
|             | مؤسسة التمويل الدولية              | 15 يناير 1969      | 20 يوليو 1956      |
|             | بنك التنمية الآسيوي                | 1986               | 1966               |
|             | منظمة حظر الأسلحة الكيميائية       | ?                  | ?                  |
|             | مؤسسة التنمية الدولية              | 24 سبتمبر 1960     | 24 سبتمبر 1960     |
|             | وكالة ضمان الاستثمار متعدد الأطراف | 30 أبريل 1988      | 6 يناير 1994       |
|             | الاتحاد الدولي للاتصالات           | 1 سبتمبر 1920      | 1869               |
|             | منظمة الشرطة الجنائية الدولية      | ?                  | ?                  |
|             | الأمم المتحدة                      | 25 أكتوبر 1971     | 30 أكتوبر 1945     |
|             | البنك الدولي للإنشاء والتعمير      | 27 ديسمبر 1945     | 27 ديسمبر 1945     |
|             | المنظمة الهيدروغرافية الدولية      | ?                  | ?                  |
|             | البنك الإفريقي للتنمية             | ?                  | ?                  |
|             | مجلس الأمن التابع للأمم المتحدة    | 25 أكتوبر 1971     | 1950               |
|             | بريكس                              | ?                  | ?                  |

## أعلام
هذه قائمة لبعض الشخصيات التي تربطها علاقات بالبلدين:
- سهيل خان (ممثل هندي، 6 نوفمبر 1976 – )
- ك. ر. نارايانان (27 أكتوبر 1920[31][32] – 9 نوفمبر 2005[31][32])
- كارين ديفيد (15 أبريل 1979 – )

## وصلات خارجية
- موقع وزارة الخارجية الصينية
- موقع وزارة الخارجية الهندية